# Federico Muñoz (Fußballspieler)
Federico Muñoz, vollständiger Name Federico Muñoz Alvarado, (* 15. März 1993 in Montevideo) ist ein uruguayischer Fußballspieler.

## Karriere
Der 1,75 Meter große Offensivakteur Federico Muñoz steht seit der Spielzeit 2014/15 im Kader des Erstligisten Club Atlético Cerro. Dort debütierte er unter Trainer Miguel Falero am 2. Mai 2015 bei der 1:4-Auswärtsniederlage gegen die Montevideo Wanderers in der Primera División, als er in der 87. Spielminute für Mario Regueiro eingewechselt wurde. Dies blieb sein einziger Saisoneinsatz. In der Folgezeit ohne weitere Erstligaeinsätze bei Cerro wurde er im Februar 2016 für die Clausura 2016 an Villa Teresa ausgeliehen. Dort absolvierte er drei Erstligapartien (kein Tor). Nach dem Abstieg des Leihklubs kehrte er im Juli 2016 zu Cerro zurück.